# WEB文件管理
以WEB为基础的文件管理，可以使人们在世界的任何地方，对共同的文件進行阅览和修改，减少用户之间通过电子邮件传送文件而造成的版本差异和管理的不便，进而保持文档版本的一致性，提高交流和工作的效率。WEB文件管理只是对文件自身进行管理，其文件内容的更改要由用户将其下载到本地后，用相应的软件进行编辑，然后再上传到文件服务器来实现。

## 主要功能
- 文件版本
- 文件锁定
- 文件权限
- 文件管理是工程管理的基础
  - 进度管理
  - 审批管理
  - 标签管理
  - 工程品质评价